# NGC 4763
NGC 4763 ist eine Balkenspiralgalaxie vom Hubble-Typ SBa im Sternbild Rabe. Sie ist schätzungsweise 175 Millionen Lichtjahre von der Milchstraße entfernt.
Sie wurde am 31. Dezember 1785 von Wilhelm Herschel mit einem 18,7-Zoll-Spiegelteleskop entdeckt, der sie dabei mit „vF, S, lbM“ beschrieb.